# Pierre de Beaupoil de Saint-Aulaire
Pierre de Beaupoil de Saint-Aulaire (* 1700; † 1. Januar 1751) war ein französischer Bischof.

## Leben
Pierre de Beaupoil de Saint-Aulaire war ein Sohn von François-Antoine Beaupoil de Saint-Aulaire († 1735), Herr auf Pavillons, und Anne du Puy de La Forest. Zwei entferntere Verwandte waren ebenfalls Bischöfe: André-Daniel de Beaupoil de Saint-Aulaire in Tulle und Martial-Louis de Beaupoil de Saint-Aulaire in Poitiers.
Für die kirchliche Laufbahn bestimmt und mit einem Abschluss in Theologie an der Sorbonne, war er Kanonikus der Kathedrale Saint-Front de Périgueux, Groß-Archidiakon und Generalvikar der Diözese Périgueux, außerdem Kommendatarabt der Abtei Saint-Pierre-ès-Liens in Tourtoirac von 1730 bis zu seinem Tod. 1740 vom König zum Bischof von Tarbes ernannt, wurde er am 19. Dezember bestätigt und am 5. März 1741 vom Erzbischof von Sens, Languet de Gergy, geweiht. 
Sein Verdienst – so Armand Jean – sei es gewesen, keine Neuerungen in seiner Diözese zugelassen zu haben. Als prinzipientreuer Prälat versuchte er, seinen Geistlichen strenge disziplinarische Regeln aufzuerlegen, was die Mitglieder seines Kapitels veranlasste, die Angelegenheit vor das Parlement von Bordeaux zu bringen. Der König musste eingreifen, um den Prozess zu vermeiden, und der Bischof hob seine Anordnungen auf. Er nahm an der Versammlung der Kirchenprovinz Auch teil, die ihn zum Abgeordneten der Klerusversammlung von 1750 wählte. Er starb im folgenden Jahr in Tarbes und wurde in der Kathedrale beigesetzt. Sein jüngerer Bruder (und Generalvikar) Marc-Antoine folgte ihm als Kommendatarabt von Saint-Pierre-ès-Liens bis zu seinem eigenen Tod 1774.